# José Antonio Rodríguez Montes
José Antonio Rodríguez Montes (Málaga, 4 de abril de 1945), cirujano, catedrático  y Académico de Número de la Real Academia Nacional de Medicina y de la Real Academia de Doctores de España.

## Formación académica
Licenciado en Medicina y Cirugía en 1971 y Doctor en 1975 con Premio Extraordinario por la Universidad de Granada.  Diplomado en Nutrición por la misma Universidad. Cursó  la especialidad de Cirugía General y del Aparato Digestivo en el Hospital Clínico Universitario de Granada bajo la dirección del Prof. Ignacio Mª Arcelus Imaz donde fue, de manera sucesiva, médico interno, médico residente y médico adjunto.
Completó su formación en el Physiological Laboratory y en el Addenbrooke´s Hospital, ambos de la Universidad de Cambridge (UK), becado por el Ministerio de Educación y Ciencia de España y en el hospital Ambroise Paré de París, becado por concurso internacional de méritos por el Collège de Medecine des Hôpitaux de Paris. Ha sido Becario del The British Council, del Ministerio de AAEE de Francia y de The Wellcome Trust Foundation.

## Labor asistencial
Desde 1977 trabaja el Hospital Universitario La Paz, de Madrid, donde ha sido de manera sucesiva Adjunto, Jefe de Sección y Jefe del Servicio de Cirugía General y del Aparato Digestivo. Jefe de Estudios de Postgraduados y Subdirector Médico del Área de Docencia e Investigación. En la actualidad es Facultativo Emérito en el mismo hospital.

## Labor docente
En sus treinta y cinco años reconocidos de docencia reglada ha desempeñado la plaza de Profesor Titular durante doce, siendo Catedrático por oposición en la Universidad Autónoma de Madrid desde 1996 y profesor Honorario de la Universidades de Bolonia y de Castilla-La Mancha. En la Universidad Autónoma de Madrid ha sido Director del Departamento de Cirugía y Decano de la Facultad de Medicina, habiendo representado a España en el Comité Ejecutivo de la Asociación Europea de Facultades de Medicina. Ha dirigido más de 100 tesis doctorales.
Ha sido Profesor Visitante invitado por las Universidades de Bolonia, el Hüddinge University Hospital del Instituto Karolinska de Estocolmo, el Hospital Necker-Enfants Malades de París, de La Habana y la Federal do Río Grande do Sul (en Brasil)
Ha formado parte de la Comisión Nacional de Cirugía General y de Aparato Digestivo y de la Comisión Nacional de Acreditación de Catedráticos de Universidad en Ciencias de la Salud. Evaluador de Proyectos de Investigación de la Unión Europea,  de la organización internacional INTAS y de organismos nacionales  (FIS, ANEP, CICYT, Fundación Progreso y Salud, Programa INNOCASH, SESCAM, etc).

## Investigación
Su interés en investigación se ha centrado fundamentalmente en el estudio de los trastornos metabólicos del síndrome de intestino corto, el desarrollo de técnicas quirúrgicas para compensar los efectos negativos de las resecciones intestinales masivas y el trasplante intestinal, en lo que ha sido pionero,. Se ha dedicado también al estudio de la cirugía conservadora del bazo a la problemática del abdomen agudo y al papel de las endotoxinas en el hígado.Sus trabajos sobre la viabilidad del hígado aislado de cerdo mantenido con perfusión prolongada, y otras líneas de investigación básica son ejemplo de su interés por traspasar la frontera del abordaje netamente quirúrgico hacia el empleo de técnicas moleculares para el mejor tratamiento de la enfermedad.  Fruto de sus investigaciones han sido más de 250 publicaciones en revistas nacionales e internacionales y más de 500 comunicaciones científicas en congresos de la especialidad, una gran mayoría internacionales, europeos y mundiales. Tiene reconocidos cinco sexenios de investigación por la Comisión Nacional de Evaluación de la Investigación.

## Sociedades científicas a las que pertenece
Ha sido Secretario, vicepresidente y Presidente de la Sociedad Española de Investigaciones Quirúrgicas, de la que en la actualidad es Miembro de Honor. Es también Miembro de Honor de la Sociedad Cubana de Cirugía, de la Sociedad Ibero-Latino-Americana de Cirujanos (SILAC), del Colegio Brasileño de Cirugía Digestiva,de la de la Sociedad Canaria de Cirugía y de la Asociación Vasca para el Fomento de la Investigación Quirúrgica, Es Miembro de la Asociación Española de Cirujanos, del Colegio Internacional de Cirujanos, del Colegio Internacional de Cirugía Digestiva, de la Sociedad Canaria de Cirugía, de la Asociación Vasca para el Fomento de la Investigación Quirúrgica, de la Asociación Francesa de Cirujanos, de International Society of Surgery,  de British Research Society, de la Asociación Mexicana de Gastroenterología y de la Asociación para el Progreso de la Biomedicina de la que es asesor. 

## Otros cargos
Rodríguez Montes ha llevado a cabo una intensa labor de gestión. Ha sido Director del Departamento de Cirugía durante 15 años, Decano de la Facultad de Medicina de la Universidad Autónoma de Madrid y representante de España en el Comité Ejecutivo de la Asociación Europea de Facultades de Medicina¸ cargo para el que fue elegido por unanimidad por la Conferencia Nacional de Decanos de Medicina.
Entre otros muchos cargos, Rodríguez Montes ha sido vicepresidente de la Fundación INCIVI, vocal del consejo directivo de 34 cátedras de mecenazgo de la UAM (en calidad de decano de la Facultad de Medicina), patrono de la Fundación de Investigación del Hospital Universitario La Paz, vocal del Consejo Rector del Instituto de Investigación Biomédica IdiPAZ ,  vocal de la Comisión Nacional de Acreditación de Catedráticos de Universidad (Área de Ciencias de la Salud) del Ministerio de Educación y Ciencia y vocal de la Comisión Nacional Calificadora de las Pruebas Selectivas para Médicos (MIR) del Ministerio de Sanidad y Consumo entre otras

## Honores y distinciones
Académico de número de la Real Academia Nacional de Medicina con el sillón 21 y de la Real Academia de Doctores de España. Académico Correspondiente de la Real Academia Nacional de Farmacia y de las Reales Academias de Medicina de Andalucía Oriental (Honorífico), Valladolid (de Honor), País Vasco, Región de Murcia, Sevilla, Principado de Asturias y Santa Cruz de Tenerife. Es Académico Emérito de la Academia Española de Nutrición y Dietética y miembro  de The Academy of Surgical Research de EE. UU.. Ha recibido la Gran Cruz de la Orden Civil de Alfonso X el Sabio.

## Premios recibidos
- Premio de Investigación “Fundación Cándida Medrano de Merlo”
- Premio “Investigación” de la Sociedad Española de Patología Digestiva
- Premio “Dr. Pedro Mª Rubio”, de la Real Academia Nacional de Medicina de España otorgado "al autor de la obra más original de ciencias médicas publicada entre 1987 y 1989"
- Premio de Investigación “Caja de Madrid” (IV Convocatoria),
- Premio "Dionisio Daza y Chacón" a publicaciones científicas.
- Medalla XXV Aniversario otorgada por la SILAC
- Medalla de Oro de la Universidad de Castilla-La Mancha.
- Máster de Oro otorgado por el Real Forum de Alta Dirección.
- Miembro de Mérito de la Fundación Carlos III

## Contribuciones editoriales
Rodríguez Montes ha sido miembro del comité editorial de Cirugía Española, NUTRICION HOSPITALARIA, Journal of Negative and no Positive Results, Medical Economics, Gastric Open Acces Journal, Saudí Medical Journal, Journal of Pediatric Care, Journal of Gastrointestinal and Digestive System  Ha sido Referee internacional de Journal of Surgical Research, World Journal of Gastroenterology, World Journal of Gastrointestinal Surgery, European Journal of Pediatric Surgery y Journal of Surgical Oncology.  Es Director de Publicaciones de la Real Academia de Doctores de España.
Es autor de más de veinte libros entre los que destacan: 
- Cirugía del Bazo. Monografía prologada por el Prof. Dag Hallberg, Cirujano-Jefe del Instituto Karolinska y miembro del Comité Nobel. En esta obra, el Prof. Rodríguez Montes expone su pionera experiencia en las técnicas de preservación no quirúrgica del bazo en determinadas circunstancias. Este protocolo ha sido utilizados posteriormente en otros hospitales de españoles. Por su originalidad e innovación, el Prof. Rodríguez Montes fue  distinguido por esta Real Academia Nacional de Medicina con el Premio "Dr. Pedro María Rubio"  "al autor de la obra más sobresaliente publicada en los años 1987 a 1989"
- Materiales de sutura en Cirugía.- Obra prologada por el Prof. Hipólito Durán Sacristán.  Redactada en colaboración con 15  catedráticos del área de Cirugía,  ha contribuido a eliminar carencias e ignorancias inexcusables, integrando los conocimientos y experiencias de todas las especialidades quirúrgicas en el empleo más adecuado de   estos materiales.
- El politraumatizado. Diagnóstico y terapéutica.- Tratado de más de 1000 páginas prologado también por el Prof. Hipólito Durán Sacristán. Cuenta con la colaboración de  21 catedráticos de Cirugía, 17 jefes de servicio y 34 adjuntos de diferentes especialidades y hospitales españoles.  Todos ellos dedicados a la resolución de los problemas que plantean los pacientes politraumatizados.
- Patología quirúrgica general.- Texto prologado por el Prof. Enrique Moreno González. Redactado en colaboración con  22 Catedráticos de Cirugía siguiendo las directrices del Plan Bolonia.  Es el libro de texto de Cirugía más recomendado en la mayoría de las Facultades de Medicina españolas e hispano-americanas.
- .Bases de la investigación en cirugía .Ed. universitaria Ramón Areces,  2005 ISBN 9788480047012
- Fundamentos de práctica quirúrgica. José Antonio Rodríguez Montes. Ed. Universitaria Ramón Areces, 2005. ISBN 9788480047005